# Деметре I
Вижте пояснителната страница за други личности с името Деметрий‎.
Димитри I или Деметре I (на грузински: დემეტრე I; Dimitri I, Demetre I, Demetrius I; * 1093; † след 1158) от династията на Багратионите, е цар на Грузия от 1125 до 1155 и от 1155 до 1156 г. Той е поет на църковни поеми.

## Произход и управление
Той е син на цар Давид IV Строителя (1073 – 1125) и съпругата му Русудан.
Още като млад има успехи през 1117 г. при превземането на крепостта Каладсор в Ширван и през 1122 г. в битката при Дидгори. Малко преди смъртта си баща му го определя за съ-регент през 1125 г. Като цар той има успешни походи против иракските селджуки през 1125 и 1128 г., против Султанат Ахлат 1126 г. и против Емират Ганджа през 1139 г. и осигурява границите на Грузия.
През 1150 г. Димитри потушава въстание на големия си син Давид. През 1155 г. Давид го задължава да абдакира. Димитри трябва да отиде в манастир. Давид V управлява само шест месеца и Димитри се връща обратно на трона. През 1156 г. той предава управлението на своя син Гиорги III и умира след 1158 г. като монах Дамян.
Той е Светия на Източноправославната църква и се чества на 23 май.

## Поеми
Цар Димитри I пише църковните поеми: химна Shen Khar Venakhi (англ.: Thou Art a Vineyard) и химн за Св. Богородица.

## Фамилия
Името на съпругата на Димитри е неизвестно. С нея той има децата:
- Давид († 1155)
- Русудан, омъжена пр. 1152 г. за султан Масуд Темирек и втори път за Ахмад Санджар, шах на селджуките († 1157)
- Гиорги († 1184), последва баща си; баща на Тамара Велика
- Багратиони, омъжена за Изяслав II (1097 – 1154), принц на Киев
- Ката – прекръстена на Евдокия, тя станала втора съпруга на Алексий Комнин, най-големия син на византийския император Йоан II Комнин.[3][4]